# Protyparcha scaphodes
Protyparcha scaphodes är en fjärilsart som beskrevs av Edward Meyrick 1909. Protyparcha scaphodes ingår i släktet Protyparcha och familjen Crambidae. Inga underarter finns listade i Catalogue of Life.